# Blanstel Koussalouka
Blanstel Koussalouka (25 oktober 1991) is een Franse voetballer die bij voorkeur als middenvelder speelt. Hij verruilde in juli 2012 AS Monaco voor KV Kortrijk.

## Biografie
Koussalouka werd geboren in Les Lilas, een gemeente in de banlieue van Parijs. Zijn ouders zijn van Congolese afkomst, maar immigreerden tijdens de Koude Oorlog. Hij startte met voetballen omdat zijn vader een befaamd straatvoetballer was. Blanstel Koussalouka voetbalde vooral eerst ook op straat en pas later -toen zijn ouders inschrijvingsgeld konden betalen- sloot hij zich aan bij de plaatselijke club. 
In 2008 kwam hij bij AS Monaco terecht. Daar speelde hij twee jaar in het tweede team. Hij speelde het eerste seizoen (2010-2011) zo'n 26 matchen, het tweede seizoen 24. Hij scoorde er twee keer. In dat jaar werd hij geselecteerd voor de eerste ploeg van Monaco en trainde hij regelmatig mee. Hij zat op de bank tijdens AS Monaco - Clermont Foot op 17 december.
In mei 2012 testte de nog jonge Koussalouka bij l'En Avant Guingamp. Op 9 juni tekende hij een contract voor drie jaar bij KV Kortrijk. Op 28 juli 2012 maakte hij zijn debuut in de Belgische eerste klasse. Hij viel in de 88e minuut in voor Thomas Matton in een thuiswedstrijd tegen RSC Anderlecht. Blanstel kwam tot aan de winterstop aan een aantal invalbeurten. De club besliste om hem uit te lenen. Op 22 januari werd hij voor een half seizoen uitgeleend aan toenmalig tweedeklasser Boussu Dour.

## Statistieken
| Seizoen | Club                   | Land      | Reeks              | Wed | Goals |
| ------- | ---------------------- | --------- | ------------------ | --- | ----- |
| 2008/10 | AS Monaco              | Frankrijk | Ligue 1            | 0   | 0     |
| 2010/11 | AS Monaco II           | Frankrijk | CFA                | 26  | 0     |
| 2011/12 | AS Monaco II           | Frankrijk | CFA                | 24  | 2     |
| 2012/13 | KV Kortrijk            | België    | Jupiler Pro League | 5   | 0     |
| 2012/13 | → Boussu Dour Borinage | België    | Belgacom League    | 9   | 0     |
|         |                        |           | Totaal             | 54  | 0     |